# Comuna Poceapî, Liuboml
Poceapî (în ucraineană Поча́пи) este o comună în raionul Liuboml, regiunea Volînia, Ucraina, formată din satele Ciornoplesî, Poceapî (reședința) și Vîhnanka.

## Demografie
Componența lingvistică a satului Poceapî
     Ucraineană (99,79%)
     Alte limbi (0,21%)
Conform recensământului din 2001, majoritatea populației satului Poceapî era vorbitoare de ucraineană (99,79%), existând în minoritate și vorbitori de alte limbi.